# Inekon T8M-700IT
T8M-700IT – seria ośmioosiowych tramwajów produkowanych przez firmę Inekon w czeskiej Ostrawie na podstawie bułgarskich tramwajów T6M-700 eksploatowanych w Sofii. Można powiedzieć, że są to zupełnie nowe wagony, ponieważ z oryginalnej konstrukcji pochodzi jedynie szkielet i pantograf. Prototyp o numerze 2401 wszedł do eksploatacji w Sofii w 2009 i stacjonował w zajezdni „Krasna Polana”. W porównaniu do wozu T6M-700 zastosowano wiele nowoczesnych elementów. Przedział pasażerski jest wyposażony w ergonomiczne fotele i ogrzewanie, środkowy człon jest niskopodłogowy i pozwala na transport osób niepełnosprawnych i wózków dziecięcych. Według stanu na 2012 rok, wszystkie tramwaje obsługują linię tramwajową nr 5 w Sofii.